# Bartłomiej Drągowski
 Bartłomiej Drągowski  (Białystok, Polonia, 19 de agosto de 1997) es un futbolista polaco. Juega de portero y su equipo es el Panathinaikos F. C. de la Superliga de Grecia.

## Selección nacional
El 7 de octubre de 2020 debutó con la selección absoluta de Polonia en un amistoso ante Finlandia que ganaron por 5-1.

## Estadísticas

### Clubes
Actualizado al último partido disputado el 15 de septiembre de 2023.
| Club                            | Div.          | Temporada     | Liga  | Liga  | Copas nacionales | Copas nacionales | Copas internacionales | Copas internacionales | Total | Total |
| Club                            | Div.          | Temporada     | Part. | Goles | Part.            | Goles            | Part.                 | Goles                 | Part. | Goles |
| ------------------------------- | ------------- | ------------- | ----- | ----- | ---------------- | ---------------- | --------------------- | --------------------- | ----- | ----- |
| Jagiellonia Białystok · Polonia | 1.ª           | 2013-14       | 1     | 0     | 0                | 0                | —                     | —                     | 1     | 0     |
| Jagiellonia Białystok · Polonia | 1.ª           | 2014-15       | 29    | 0     | 1                | 0                | —                     | —                     | 30    | 0     |
| Jagiellonia Białystok · Polonia | 1.ª           | 2015-16       | 34    | 0     | 0                | 0                | 4                     | 0                     | 38    | 0     |
| Jagiellonia Białystok · Polonia | Total club    | Total club    | 64    | 0     | 1                | 0                | 4                     | 0                     | 69    | 0     |
| ACF Fiorentina · Italia         | 1.ª           | 2016-17       | 1     | 0     | 0                | 0                | —                     | —                     | 1     | 0     |
| ACF Fiorentina · Italia         | 1.ª           | 2017-18       | 3     | 0     | 2                | 0                | —                     | —                     | 5     | 0     |
| ACF Fiorentina · Italia         | 1.ª           | 2018-19       | 3     | 0     | 0                | 0                | —                     | —                     | 3     | 0     |
| Empoli F. C. · Italia           | 1.ª           | 2018-19       | 14    | 0     | 0                | 0                | —                     | —                     | 14    | 0     |
| Empoli F. C. · Italia           | Total club    | Total club    | 14    | 0     | 0                | 0                | 0                     | 0                     | 14    | 0     |
| ACF Fiorentina · Italia         | 1.ª           | 2019-20       | 31    | 0     | 1                | 0                | —                     | —                     | 32    | 0     |
| ACF Fiorentina · Italia         | 1.ª           | 2020-21       | 36    | 0     | 0                | 0                | —                     | —                     | 36    | 0     |
| ACF Fiorentina · Italia         | 1.ª           | 2021-22       | 7     | 0     | 2                | 0                | —                     | —                     | 9     | 0     |
| ACF Fiorentina · Italia         | Total club    | Total club    | 81    | 0     | 5                | 0                | 0                     | 0                     | 86    | 0     |
| Spezia Calcio · Italia          | 1.ª           | 2022-23       | 35    | 0     | 0                | 0                | —                     | —                     | 35    | 0     |
| Spezia Calcio · Italia          | 2.ª           | 2023-24       | 4     | 0     | 1                | 0                | —                     | —                     | 5     | 0     |
| Spezia Calcio · Italia          | Total club    | Total club    | 39    | 0     | 1                | 0                | 0                     | 0                     | 40    | 0     |
| Total carrera                   | Total carrera | Total carrera | 198   | 0     | 7                | 0                | 4                     | 0                     | 209   | 0     |

## Palmarés

### Títulos nacionales
| Título         | Club                | País   | Año  |
| -------------- | ------------------- | ------ | ---- |
| Copa de Grecia | Panathinaikos F. C. | Grecia | 2024 |